# 六安路
六安路，安徽省合肥市老城区的一条南北向道路，得名自六安市。道路北起环城公园北路，经寿春路、淮河路、霍邱路、安庆路后止于长江中路。沿路有合肥工业大学六安路校区、合肥市司法局、合肥市第六中学北区、合肥市公安局、合肥市第一人民医院、瑞园、安徽邮电大厦、合肥市第四十五中学六安路校区、安徽省文化馆等。